# Seznam finskih politikov
Seznam finskih politikov.

## A
- Arvo Aalto
- Touko Aalto
- Aimo Aaltonen
- Ali Aaltonen
- Anders Adlercreutz
- Esko Aho
- Martti Ahtisaari
- Lasse Äikäs
- Alviina Alametsä
- Ele Alenius
- Arja Alho
- Ivar Aminoff
- Li Andersson
- Toivo Antikainen
- Pentti Arajärvi
- Paavo Arhinmäki
- Teuvo Ensio Aura

## B
- Lars Björkenheim
- Ilkka-Christian Björklund
- Carl Björkman
- Tor Johan Brenning

## C
- Aimo Kaarlo Cajander
- Kaarlo Castrén
- Urho Jonas Castrén

## D
- Otto Donner

## E
- Juho Eerola
- Simon Elo
- Tiina Elovaara
- Carl Enckell
- Jan-Erik Enestam
- Rafael Waldemar Erich
- John Sune Eriksson
- Viveka Emilia Eriksson
- Juho Eljas Erkko
- Knut Ragnar Erlandsson

## F
- Karl-August Fagerholm
- Anders Henrik Falck
- Berndt Rainer von Fieandt
- Aino Forsten (r. Rainio)
- Woldemar Freedericksz
- Axel Olof Freudenthal

## G
- Åke Gartz
- Arvid Genetz
- Christina Gestrin
- Kristian Gestrin
- Sanni Grahn-Laasonen
- Camilla Gunell
- Jukka Gustafsson
- Pehr Henrik Gustafsson
- Maria Guzenina-Richardson
- Edvard (Otto Vilhelm) Gylling

## H
- Eero Haapalainen
- Tuula Haatainen
- Pekka Haavisto
- Antti (Verner) Hackzell
- Elmar Alarik Häggblom
- Carl Haglund
- Jyri Häkämies
- Antti Häkkänen
- Teuvo Hakkarainen
- Jussi Halla-aho
- Jaakko Hallama
- Hanna Halmeenpää
- Tarja Halonen
- Onni Hämäläinen
- Leo Häppölä
- Timo Harakka
- Satu Hassi
- Heidi Hautala
- Viktor Hedlund
- Eero Heinäluoma
- Kaarlo Heinonen
- Lennart Heljas
- Pertti Hemmilä
- Anna-Maja Henriksson
- Kaisa Hernberg
- Päiviö Hetemäki
- Elsi Hetemäki-Olander
- Leonard Hjelmman
- Lennart Hohenthal
- Harri (Hermanni) Holkeri
- Anne Holmlund
- Eino Rudolf Woldemar Holsti
- Carl-Olaf Homén
- Sulo Hostila
- Laura Huhtasaari
- Susanna Huovinen
- Sinikka Hurskainen
- Erkki Huurtamo
- Paavo Juho Hynninen
- Liisa Hyssälä

## I
- Karl Gustaf Idman
- Lauri Ihalainen
- Olli Immonen
- Lauri Johannes Ingman
- Ville Itälä
- Gunnar Martin Isaksson

## J
- Max Jakobson
- Bruno Jalander
- Jan-Magnus Jansson
- Roger Karl Helge Jansson
- Anneli Jäätteenmäki
- Johan Emil Järvisalo
- Hugo Valdemar Johansson
- Vilhelm Junnila

## K
- Seppo Kääriäinen
- Antti Kaikkonen
- Markus Kainulainen
- Reijo Käkelä
- Timo Kalli
- Yrjö Kallinen
- Kyösti Kallio (Gustaf Kalliokangas)
- Antti Kalliomäki
- Ilkka Kanerva
- Emma Kari
- Ahti (Kalle Samuli) Karjalainen
- Jyrki Katainen
- Urho Kaleva Kekkonen
- Toivo Mikael Kivimäki
- Mari Kiviniemi
- Kalevi Kivistö
- Kauno Kleemola
- Mauno Koivisto
- Keijo Korhonen
- Martti Korhonen
- Herman Koroleff
- Minja Koskela
- Susanna Koski
- Katri Kulmuni
- Kusti Kulo
- Hertta Kuusinen
- Otto Wille Kuusinen
- Reino Iisakki Kuuskoski

## L
- Jalo Lahdensuo
- Aleksander Lampén
- Henrik Lax
- Kalle Lehmus
- Lasse Lehtinen
- Seppo Lehto
- Paula Lehtomäki
- Yrjö Leino
- Kaarlo Leinonen
- Urpo Leppänen
- Väinö Olavi Leskinen
- Lauri Aukusti Letonmäki
- Keijo Anfero Liinamaa
- Axel Lille
- Rolf Peter Lindbäck
- Jari Lindström
- Antti Lindtman
- Edwin (Johannes Hildegard) Linkomies
- Mika Lintilä
- Paavo Lipponen
- Maria Lohela
- Britt Lundberg
- (Otto) Johannes Lundson
- Eemil Vihtori Luukka

## M
- Pekka Malinen
- Lauri Malmberg
- Albin Manner
- Kullervo Akilles Manner
- Carl Gustaf Emil Mannerheim
- Oskari Mantere (Oskar Majamäki)
- Hanna Mäntylä
- Sanna Marin
- Marjo Matikainen-Kallström
- Olavi J. Mattila
- Leo Mechelin
- Ingvar S. Melin
- Veli Kaarlo Merikoski
- Martti Miettunen
- Kai Mykkänen

## N
- Vilho Petter Nenonen
- Jussi Niinistö
- Sauli (Väinämö) Niinistö
- Ville Niinistö
- Juho Niukkanen
- Frida Nokken
- Kjell Roger Nordlund
- Ole Norrback
- Santeri Nuorteva / Alexander Nyberg

## O
- Maria Ohisalo
- Reino Oittinen
- Outi Ojala
- Arvi Oksala
- Petteri Orpo
- Ruben Fredrik Österberg

## P
- Reino Paasilinna
- Heli Paasio
- Kustaa Rafael Paasio
- Pertti Paasio
- Juho Kusti Paasikivi (Johan Gustaf Hellsténa)
- Jussi Pajunen
- Atte Pakkanen
- Olli-Poika Parviainen
- Eino Pekkala
- Mauno Pekkala
- Mauri Pekkarinen
- Arvo Pentti
- Matti Valfrid Perttilä
- Ville Pessi
- Veikko Pihlajamäki
- Hannele Pokka
- Hjalmar Procopé
- Pavo Prokkonen /Prokofjev
- Riikka Purra
- Pekka Puska (zdravnik)

## R
- Eino Rahja
- Kari Rajamäki
- Carl Henrik Wolter Ramsay
- Johan Wilhelm (Jukka) Rangell
- Paavo Rantanen
- Päivi Räsänen
- Lauri Kristian Relander
- Elisabeth Rehn
- Olli Rehn
- Antti Rinne
- Paula Risikko
- Heikki Ritavuori
- Risto Heikki Ryti
- Kustaa Rovio
- Risto Ryti

## S
- Eino Saari
- Annika Saarikko
- Aarne Saarinen
- Matti Saarinen
- Olof Salmén
- Pertti Salolainen
- Jussi Saramo
- Kimmo Sasi
- Juhani Saukkonen
- Ossi Savolainen
- Eugen Schauman
- Viktor Schvindt
- Eemil Nestor Setälä
- Suvi-Anne Siimes
- Eva-Riitta Siitonen
- Miina Sillanpää
- Aarre Simonen
- Anni Sinnemäki
- Taisto Sinisalo
- Juha Sipilä
- Helvi Sipilä
- Eino Armas Sirén
- Yrjö Sirola
- Sameli Sivonen
- Katrin Sjögren
- Jouko Skinnari
- Ville Skinnari
- Emil Skog
- Johan Vilhelm Snellman
- Timo Soini
- Osmo Soininvaara
- Eliel Soisalon-Soininen
- Kalevi Sorsa
- Kaarlo Juho (Karl Johan) Ståhlberg
- Otto Stenroth
- Viktor Strandfält
- Alexander Stubb
- V. J. (Vieno Johannes; Jussi) Sukselainen
- Ulf Sundqvist
- Cay Sundström
- Juho Emil Sunila
- Ilkka Olavi Suominen
- Sulo Suorttanen
- Pehr Evind Svinhufvud (af Qvalstad)

## T
- Taisto Tähkämaa
- Adolf Taimi
- Anneli Taina
- Väinö Tanner
- Esko-Juhani Tennilä
- Sampo Terho
- Wilhelm Thesleff
- Veronica Thörnroos
- Astrid Thors
- Kimmo Tiilikainen
- Kustaa Tiitu
- Lenita Toivakka
- Oskari Tokoi (Antii Oskari Tokoi)
- Ralf (Johan Gustaf) Törngren
- Matti Torvinen
- Antti Agaton Tulenheimo
- Erkki Tuomioja
- Sakari (Severi) Tuomioja
- Tytti Tuppurainen
- Martti Turunen
- Sebastian Tynkkynen

## U
- Jutta Urpilainen
- Aaro Uusitalo
- Eino Oskari Uusitalo

## V
- Juha-Pekka Väisänen
- Elina Valtonen
- Väinö Valve
- Matti Vanhanen
- Jan Vapaavuori
- Paavo Väyrynen
- Anu Vehviläinen
- Veikko Vennamo
- Juho Heikki Vennola
- Jari Vilén
- Henna Virkkunen
- Anne-Mari Virolainen
- Johannes Virolainen
- Raimo Vistbacka
- Väinö Voionmaa

## W
- Rudolf Waldén
- Stefan Wallin
- Seppo Westerlund
- Toivo Wiherheimo
- Karl Harald Wiik (1883-1946)
- Atos Wirtanen
- Rolf Johan Witting
- Folke Edvin Ossian Woivalin
- Hella Wuolijoki
- Sulo Wuolijoki

## Y
- Ozan Yanar
- Aarno Armas Sakari Yrjö-Koskinen

## Z
- Henrik Wilhelm Johan Zilliacus
- Ben Zyskowicz